# Згорнє Пребуковє
Згорнє Пребуковє (словен. Zgornje Prebukovje) — поселення в общині Словенська Бистриця, Подравський регіон‎, Словенія.